# O Homem Que Deve Morrer
O Homem Que Deve Morrer é uma telenovela brasileira produzida e exibida pela TV Globo de 14 de junho de 1971 a 8 de abril de 1972, em 258 capítulos. Substituiu Irmãos Coragem e foi substituída por Selva de Pedra, sendo a 10ª "novela das oito" exibida pela emissora. 
Escrita por Janete Clair e dirigida por Daniel Filho e Milton Gonçalves. Foi produzida em preto-e-branco.
Contou com Tarcísio Meira, Glória Menezes, Neuza Amaral, Zilka Salaberry, Macedo Neto, Dina Sfat, Betty Faria, Cláudio Cavalcanti e Jardel Filho nos papéis principais.

## Enredo
Na cidade fictícia de Porto Azul, em Santa Catarina, há 31 anos, uma misteriosa luz envolveu Orjana e seu pai adotivo, o professor Valdez (Ênio Santos). Os dois desmaiaram e só voltaram a si no dia seguinte. Na mesma noite, três crianças sonharam com uma estranha luz que vinha do céu. Sonhou também um pescador, mestre Jonas. Dois meses depois da estranha noite, Orjana (Neuza Amaral) apareceu grávida. Bárbara (Zilka Salaberry) teve confirmadas suas suspeitas de que o marido a traía com a filha adotiva do casal, e houve quem afirmasse que Ricardo (Edney Giovenazzi), o namorado de Orjana, era o pai da criança. Nasceu um menino, que recebeu o nome de Cyro.
Anos depois, o dr. Cyro Valdez (Tarcísio Meira), depois de passar um tempo no exterior (sendo diretor geral de um grande hospital), voltou a Porto Azul para operar o comendador Liberato, e com a intenção de ajudar os mais humildes. Mestre Jonas, o pescador que sonhara na misteriosa noite, faz-se seguidor fiel de Cyro, que todos passaram a considerar um santo, por sua grande competência ao clinicar e por ser o menino da tal história. A trajetória de Cyro em Porto Azul se intensificou quando salvou a vida de Otto Frederico von Müller (Jardel Filho), o diretor da mineradora da região. Cyro removeu o coração de um jovem negro, Pedrão (Waldir Onofre), e transplantou-o em Otto, que assim conseguiu sobreviver. O grande problema é que Otto, um vilão ao estilo nazista, é preconceituoso, intolerante e pérfido, e, em vez de ficar agradecido a Cyro por este lhe ter salvo a vida, passa a odiá-lo, e mais ainda ao descobrir o amor do médico por sua ex-esposa, Ester (Glória Menezes). Daí em diante, as vilanias de Otto e do advogado da mineradora, dr. Paulus (Emiliano Queiroz) - eternamente apaixonado por Ester -, passam a ser o grande obstáculo para que Cyro possa cumprir sua missão. Para os maus de Porto Azul, Cyro é um estorvo que precisa ser eliminado, é "o homem que deve morrer".
Contou também a história de Vanda Vidal (Dina Sfat), uma mulher que sonhava com a felicidade, sonhando em ser uma atriz de renome, e do casamento conturbado entre Inês (Betty Faria), filha de Mestre Jonas (Gilberto Martinho) e Rosa (Ana Ariel), e Baby Liberato (Cláudio Cavalcanti), filho do comendador, um rapaz talhado para ser um homem mau, mas que, para frustração do comendador (Macedo Neto), torna-se um homem de bem, honesto e justo, além das tramas envolvendo as três crianças que sonharam na estranha noite com o não menos estranho acontecimento: André (Paulo José), Lia (Arlete Salles) e Lucas Pé-na-Cova (Antonio Pitanga).

## Elenco
| Interprete               | Personagem                        |
| ------------------------ | --------------------------------- |
| Tarcísio Meira           | Ciro Valdez                       |
| Glória Menezes           | Ester von Müller / Ester Valdez   |
| Jardel Filho             | Otto Frederico von Müller         |
| Dina Sfat                | Vanda Vidal                       |
| Cláudio Cavalcanti       | Leandro Liberato (Baby)           |
| Paulo José               | André Vila Verde                  |
| Gilberto Martinho        | Mestre Jonas                      |
| Emiliano Queiroz         | Dr. Victor Paulus                 |
| Macedo Neto              | Comendador Augusto Liberato       |
| Arlete Salles            | Lia Sanches                       |
| Ênio Santos              | Professor Hilário Valdez          |
| Neuza Amaral             | Orjana Valdez                     |
| Betty Faria              | Inês                              |
| Edney Giovenazzi         | Ricardo Lopes                     |
| Antonio Pitanga          | Lucas Pé-na-Cova                  |
| Dary Reis                | Válter Carpinelli (Coice-de-Mula) |
| Ruth de Souza            | Maria Das Dores                   |
| Jorge Cherques           | Werner Von Müller Leoschen        |
| Carlos Eduardo Dolabella | Cesário                           |
| Álvaro Aguiar            | Dr. Max                           |
| Zilka Salaberry          | Bárbara                           |
| Ida Gomes                | Júlia                             |
| Ângela Leal              | Enf. Ângela                       |
| Mary Daniel              | Dona Naná                         |
| Arthur Costa Filho       | Padre Miguel                      |
| Arnaldo Weiss            | Professor Zacarias Milani         |
| Suzana Faini             | Sônia                             |
| Ana Ariel                | Rosa                              |
| Lúcia Alves              | Tula                              |
| Léa Garcia               | Luana                             |
| Lídia Mattos             | Catarina                          |
| Ivan Cândido             | Godoy                             |
| Suzy Kirby               | Sally Love Love                   |
| Waldir Onofre            | Pedro (Pedrão)                    |
| Zeny Pereira             | Conceição                         |
| Tânia Scher              | Beth (Elisabeth)                  |
| Miriam Pires             | Carolina                          |
| Fernando José            | Almeida                           |
| Lícia Magna              | Clara                             |
| Monah Delacy             | Cândida                           |
| Francisco Serrano        | Dr. Gustavo                       |
| Paulo César Pereio       | Dr. Roberto                       |
| Vinícius Salvatori       | Delegado                          |
| Jurema Penna             | Zoraida                           |
| Enoque Batista           | Cabo Farias                       |
| Francisco Silva          | Sérgio (Pepino)                   |
| Louise Macedo            | Vera                              |
| Sônia Ferreira           | Dirce                             |

Participação especial
- Rogério Pitanga - Ivanzinho
- Fernando Sérgio - Ricardinho
- Fábio Mássimo - Claudinho
- Alair Nazareth - Empregada de Otto
- Flor de Maria
- Geórgia Quental
- Marcos Francisco - Otto (criança)
- Maria do Carmo Veloso
- Paulo Gonçalves
- Rita de Cássia
- Terciliano Júnior - Martins
- Wálter Mattesco - Zeca

## Música
A trilha sonora original da telenovela O Homem que Deve Morrer, foi lançado pelo selo Som Livre (a divisão fonográfica da gravadora SIGLA) em agosto de 1971, conta com coordenação geral de João Araújo, produção musical de Nonato Buzar e os arranjos assinados por Ivan Paulo, Edu Lobo, Roberto Menescal, Hugo Bellard, Paulo Machado, Lyrio Panicali, Octávio Bonfá e Raymundo Bittencourt, trazendo as canções que embalaram a trama homônima exibida pela TV Globo, evocando temas como espiritualidade, reencarnação, dilemas éticos e conflitos familiares. Com uma atmosfera musical que vai da MPB ao samba e à canção romântica, a trilha reforça o clima místico e dramático da novela, destacando faixas que servem como temas de personagens centrais.
O álbum começa com a canção "Menina do Mar", composto por Reginaldo Bessa e interpretada por Marcos Samy, é o tema da Inês (vivida por Betty Faria), refletindo sua natureza sonhadora, sensível e envolta em mistérios. A segunda faixa é "Porto do Sol", compostos por Edu Lobo e Ronaldo Bastos, interpretado por Vanda e Guto, é o tema do protagonista Ciro Valdez (vivido por Tarcísio Meira), refletindo a profundidade do personagem – um homem culto, apaixonado e dividido entre o compromisso profissional e os sentimentos pessoais. A terceira faixa é "Solto no Ar", compostos por Paulo Machado e Cláudio Foster, interpretado pelo grupo Sociedade Anônima, é o tema do André (vivido por Paulo José), reflete um espírito de desassossego, rebeldia e vontade de transformação. A quarta faixa é "Um de Nós", compostos por César Costa Filho e Aldir Blanc, interpretada por Maria Creuza, o tema dos personagens Ciro e Ester (vividos por Tarcísio Meira e Glória Menezes), refletindo o dilema entre amor, dever e fé. A quinta canção é "Zambi Rei", composição de Gonzaguinha (Luiz Gonzaga Junior) e interpretado por Odylon, é o tema do Lucas Pé‑na‑Cova (vivido por Antonio Pitanga), refletindo sua conexão com a religiosidade afro-brasileira e o misticismo. A sexta faixa é "Navegador", composta por Denise Emmer e interpretada por Marcos Samy, é o tema do Mestre Jonas (vivido por Gilberto Martinho), reflete as temáticas centrais da novela relacionadas à fé, destino e sabedoria ancestral. A sétima canção é "O Homem que Deve Morrer", a música–título composto e interpretado por Nonato Buzar, com coral Som Livre, é o tema de abertura da telenovela, estabelece a atmosfera inicial da trama, unindo texto vocal e coral num arranjo solene e dramático. A letra antecipa os dilemas centrais da narrativa, a luta entre o bem e o mal, a predestinação e a espiritualidade que permeiam toda a história do protagonista Ciro Valdez (vivido por Tarcísio Meira). 
A oitava faixa é "Wanda Vidal", composta pelos irmãos Marcos e Paulo Sérgio Valle, interpretado pelo Conjunto Som Livre, é o tema da personagem homônima Wanda Vidal (vivida por Dina Sfat), refletindo a complexidade emocional da Wanda, mulher marcada por amores frustrados, ambições e conflitos morais. A nona faixa é "Come To Me Together", compostos por Octávio Burnier Bonfá e Eduardo Athayde, interpretado pelo próprio Bonfá, remetem a desejo de união, reencontro e cumplicidade amorosa. A décima faixa é "Um Certo Dia", composta por Paula Antunes e interpretada por Ilka Soares, acompanhada do Conjunto Som Livre, é o tema da Lia (vivida por Arlete Salles), refletindo o estado de espírito da personagem Lia, uma mulher madura que atravessa conflitos íntimos, memórias afetivas e escolhas do passado. A décima-primeira faixa é "A Lei da Terra", composta por Luiz Carlos Sá e Mário Rocha, interpretado pelo próprio Sá, é o tema do Otto (vivido por Jardel Filho), reflete a sabedoria silenciosa da vida e da morte como forças naturais inevitáveis. A décima-segunda canção é "What Greater Gift Could There Be", compostos por Jules Freedman e Mia Niccos, e interpretado em inglês pelo cantor brasileiro Guilherme Lamounier, reflete a idealização do amor e um sentimento puro. A décima-terceira faixa é "Guerreiro", compostos por Fred Falção e William Prado, interpretado por Jorge Nery, reflete o estado de espírito de personagens em conflitos existenciais ou morais, marcados por escolhas difíceis e desafios intensos. A trilha sonora O Homem que Deve Morrer encerra com "O Mesmo Sol", uma composição poética de Nonato Buzar, interpretados pelas vozes dos protagonistas Tarcísio Meira (papel de Ciro Valdez) e Glória Menezes (papel de Ester Ramos), a música funciona como um epílogo emocional e simbólico, refletindo temas de esperança, reconciliação espiritual e união simbólica entre os protagonistas da novela.

### Lista de faixas
| Lado A |                                              |                               |                      |         |  |
| N.º    | Título                                       | Compositor(es)                | Intérprete(s)        | Duração |  |
| 1.     | "Menina do Mar" (Tema da Inês)               | Reginaldo Bessa               | Marcos Sammy         | 2:45    |  |
| 2.     | "Porto do Sol" (Tema de Ciro)                | Edu Lobo Ronaldo Bastos       | Vanda e Guto         | 2:20    |  |
| 3.     | "Solto no Ar" (Tema de André)                | Paulo Machado Cláudio Foster  | Sociedade Anônima    | 2:44    |  |
| 4.     | "Um de Nós" (Tema de Ciro e Ester)           | César Costa Filho Aldir Blanc | Maria Creuza         | 2:12    |  |
| 5.     | "Zambi Rei" (Tema de Lucas Pé-na-Cova)       | Gonzaguinha                   | Odylon               | 2:53    |  |
| 6.     | "Navegador" (Tema de Mestre Jonas)           | Denise Emmer                  | Marcos Samy          | 2:53    |  |
| 7.     | "O Homem que Deve Morrer" (Tema de abertura) | Nonato Buzar                  | Nonato Buzar e Coral | 2:39    |  |

| Lado B |                                             |                                     |                                 |         |  |
| N.º    | Título                                      | Compositor(es)                      | Intérprete(s)                   | Duração |  |
| 8.     | "Wanda Lidal" (Tema da personagem homônima) | Marcos Paulo Sérgio Valle [ 6 ]     | O Som Livre                     | 2:00    |  |
| 9.     | "Come to me Together"                       | Tavynho Bonfá Eduardo Athayde [ b ] | Tavynho Bonfá                   | 2:28    |  |
| 10.    | "Um Certo Dia" (Tema de Lia)                | Paula Antunes                       | Ilka Soares e O Som Livre       | 1:55    |  |
| 11.    | "A Lei da Terra" (Tema de Otto)             | Luiz Carlos Sá Mário Rocha          | Luiz Carlos Sá                  | 1:58    |  |
| 12.    | "What Greater Gift Cloud There Be"          | Jules Freedman Mia Niccos           | Guilherme Lamounier             | 3:56    |  |
| 13.    | "Guerreiro"                                 | Fred Falcão William Prado [ c ]     | Jorge Nery                      | 2:15    |  |
| 14.    | "O Mesmo Sol"                               | Nonato Buzar (poema)                | Tarcísio Meira e Glória Menezes | 1:29    |  |